# Saint-Pierre-de-Curtille
Saint-Pierre-de-Curtille är en kommun i departementet Savoie i regionen Auvergne-Rhône-Alpes i sydöstra Frankrike. Kommunen ligger i kantonen Ruffieux som tillhör arrondissementet Chambéry. År 2022 hade Saint-Pierre-de-Curtille 488 invånare.

## Befolkningsutveckling
Antalet invånare i kommunen Saint-Pierre-de-Curtille
| Referens: INSEE |